# 헤노시스
헤노시스(고대 그리스어: ἕνωσις)는 고전 그리스어로 신비적 "하나됨", "조합" 또는 "통일"이다.
플라톤주의, 특히 신플라톤주의에서 헤노시스의 목표는 현실에서의 기본적인 조합, 하나 (Τὸ Ἕν), 원천, 모나드이다.
신플라톤의 개념은 동양 철학에서 그리스의 밀의 종교의 판례뿐만 아니라 유사점이 있다. 더 나아가 기독교 신학, 구원론과 신비주의에, 코르푸스 헤르메티쿰 개발과 고대 후기 동안 일신교의 역사적 발전에 중요한 요소였다.

## 같이 보기
| - 절대 (철학) - 신격화 - 파나 (수피파) - 선의 종류 - 모나드 (철학) | - 해탈 - 일신숭배 - 모든 것 - 테오시스 |